# Tanzimat
Jako období tanzímátu je považováno období reforem v Osmanské říši, které byly vyhlášeny sultánem Abdulmecidem roku 1839. Jejich úkolem bylo reformovat soudnictví, hospodářství, školství a úřední aparát Osmanské říše, tak, aby byla říše schopna konkurovat Západu. Mimo jiné přinášely i myšlenku osmanismu. Vše bylo završeno v roce 1876, když sultán Abdülhamit II. přijal ústavu a zavázal se respektovat základní lidská práva. Nakonec byl v roce 1877 svolán parlament. Avšak všechny tyto změny, které měly modernizovat Osmanskou říši, přicházely pozdě a v konečném důsledku pouze zpomalily její rozpad.

## Etymologie
Slovní spojení vychází z arabského jazyka. Tanzím je gerundiem od II. kmene slovesa nazama, tedy nazzama, které samo o sobě znamená uspořádat, organizovat. Tanzímát, jakožto plurál od tanzím má tedy význam uspořádání. Druhou částí spojení je substantivum deuri, tedy období – to pochází z arabského slova dawra. Tanzímát deuri můžeme tedy volně přeložit jakožto období reforem.

## Rozsah reforem

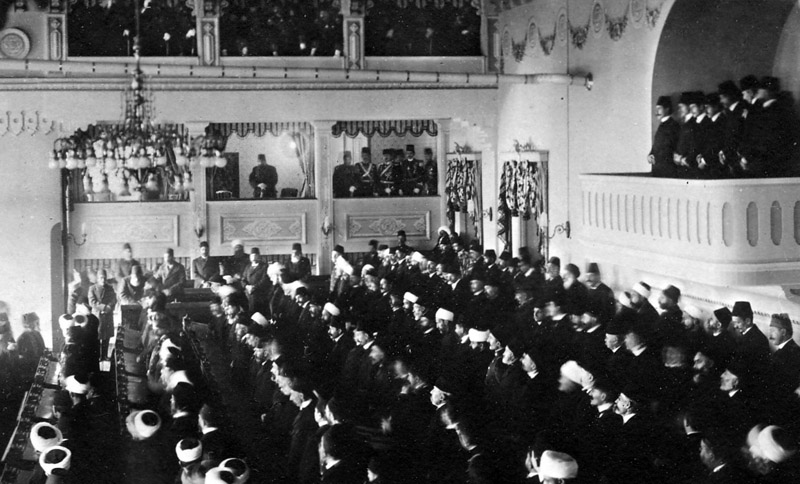
Jednání tureckého parlamentu v roce 1908

Součástí reforem bylo např. vydání prvních bankovek (1840), zavedení pošty po evropském vzoru, reorganizace finanční správy, nový občanský a trestní zákoník (1840), zavedení branné armády, pevně daná doba vojenské služby (1843), ustanovení hymny a vlajky Osmanské říše, provedení sčítání lidu, zřízení průkazů totožnosti (1844), ministerstva školství, zákaz obchodu s otroky a otroctví (1847), zřízení univerzit v evropské podobě, Akademie věd (1851), vstup nemuslimů do armády (1856), kodifikace trestního práva v trestním zákoníku – např. dekriminalizace homosexuálního chování (1858), zavedení pozemkového zákoníku (1858), ustavení národní banky a vytvoření občanství Osmanské říše (1869).
Vyhlášením dekretu vstoupily reformy ihned v platnost. Cílem také bylo zlepšit postavení křesťanského obyvatelstva v evropské části říše, které bylo pod drobnohledem řady evropských mocností.

## Výsledek
Turečtí představitelé doufali, že reformy zabrání vměšování evropských mocností do vnitřních záležitostí postupně upadajícího Turecka a že zabrání dalším obdobným konfliktům, mezi které patřila např. krymská válka. Realizace reforem tanzimátu však byla liknavá; řada místních správců v mnohých regionech proti nim vyjadřovala odpor. Křesťané je nepovažovali za dostatečné a muslimové naopak za přílišné ústupky obyvatelstvu druhé kategorie. Reformy nepomohly Osmanské říši stabilizovat vlastní území, nezajistily ekonomický růst a nepřinesly důvěru obyvatelstva různých vyznání a náboženství vůči centrální vládě. Jen několik let po skončení reforem se od Osmanské říše odtrhlo nejprve fakticky Srbsko a později i Bulharsko.